# Carnaval de Cozumel
El Carnaval de la isla de Cozumel es una festividad anual que se realiza en la ciudad insular de San Miguel de Cozumel, en el estado mexicano de Quintana Roo. Con una historia de más de 151 años, es junto al Carnaval de Campeche, el único que ha conservado expresiones carnestolendas de valor histórico en la Península de Yucatán, y se ha convertido en un evento de patrimonio para el estado de Quintana Roo. Se distingue por su potencial turístico, sus aspectos culturales, su organización y su carácter familiar.
El CPTM (Consejo de Promoción Turística de México) lo reconoce como uno de los 8 carnavales más representativos de México, junto a Veracruz, Mazatlán, Campeche, Mérida, Morelos, Tlaxcala y Oaxaca. En 2015 fue invitado por la Asociación de Estados del Caribe para formar parte de la Red de Carnavales del Caribe en representación de México.

## Primeras referencias históricas.
Tanto el Cronista de la ciudad, Prof. Velio Vivas Valdés, como el investigador Ric Hajovsky, coinciden en citar un pequeño libro editado en St. Louis Misuri, por Powell & Maynard, en 1874, como la primera referencia histórica del Carnaval cozumeleño.

El autor Claude Luther Goodrich Noble, originario de Nueva York, vivió 6 meses de 1873 en la isla, en 1874 se regresó a los Estados Unidos, publicando sus memorias del pequeño lapso de tiempo que había vivido en Cozumel y haciendo mención de las fiestas del Carnaval:
“All Classes Ages Are Fond of Music, Dancing, Gambling a Little, feast-day sports, the recurrence of which are frequent, the Innocent revelry of the pastories, the parade and pomp of the Carnival. The guitar and violin, bugle and drums are most of the musical instruments, and all these are sadly out of repair ¡No piano or organ has ever yet been taken to the island!”
Traducción:
“Todas las clases y edades son aficionadas a la música, bailar, jugar un poco, la recurrencia de los cuales son frecuentes, la juerga inocente de los pastores, el desfile y la pompa del carnaval. La guitarra y el violín, cornetas y tambores son la mayoría de los instrumentos musicales y todos están tristemente en mal estado ¡Nunca se trajo a la isla algún Piano u órgano!”
La segunda referencia histórica más antigua de esta celebración es un aviso en la revista "Mérida", publicada el 30 de marzo y 20 de abril de 1876 por el Sr. Néstor Rubio Alpuche, anunciando el inicio de las actividades del carnaval en la isla. Consecuentemente en la historia oral, se sabe que en 1896 los bailes en trajes de Carnaval y la "Danza de las Cintas" y el toro de madera "Huacax-ché" aparecieron como expresiones del carnaval cozumeleño.
A pesar de lo anterior, fue hasta 1908, cuando las autoridades de la Isla habrían registrado el primer permiso solicitado para celebrar un baile formal de Carnaval. De esta tercer fecha se desprende la anécdota de que el solicitante de este permiso fue una persona de nombre José Azueta, quien dividió el baile en dos categorías, para señoritas, permiso por el que pagó 4 pesos, y para mestizas, autorización por la que tuvo que pagar 1 peso y 50 centavos.

## Carnaval en elsigloXX.
En 1904 por primera vez Don Manuel Vivas Martín organizó La guaranducha cozumeleña, una representación músico-teatral de carácter satírico, jocoso, chusco; en la cual los personajes representan una comedia en donde se parodian las costumbres del blanco con el negro, se recrean las figuras del Mayoral, el Juez, el cazador, la Monina, la Negrita, Candemo, el Burrutaco y María Rosario.
La guaranducha se ha consolidado como una expresión popular del pueblo cozumeleño, que a la vez, es una reminiscencia de las expresiones del teatro de relaciones del pueblo cubano que se originaron en las plantaciones de caña de azúcar en los ratos de regocijo de los esclavos.
Poco antes de los años 20, se incorporó al carnaval un tabasqueño recién avecindado en la isla, Don Félix Gónzalez Bonastre, quien año a año, década tras década, por más de medio siglo impulsó el carnaval cozumeleño y, se convirtió en el principal exponente de la alegría isleña. En mancuerna con otro enamorado de la fiesta, el maestro yucateco de origen campechano, D. Luis Celarain Montero, autor de jocosas y no pocas veces picantes y punzantes coplas, su grupo de aficionados pero entusiastas artistas y bailarines, alegraba con sus cantos, danzas y disfraces los carnavales cozumeleños.
Iniciando los años 40, por primera vez se integraron mujeres a la Guaranducha Cozumeleña. Doña Elia Flores de González, aunque recibió el rechazo del organizador, fue una de ellas. Encabezaban el grupo carnavalero Tránsito Villanueva, Félix y Manuel González, además José Allen, así como don Álvaro Delgado.
Los Años 50 fueron de especial auge para las agrupaciones de parodias, estudiantinas y comparsas de coplas en la isla. Una de las peculiaridades eran las noches regionales, donde fue siempre protagónico el torito Wacax Che, una sátira de la relación hombre mujer, donde un toro de madera persigue a todo aquel que lo provoca causando embestidas, derribes y representando situaciones cómicas, tradicionalmente está integrado por solo varones, mismos que por lo general van disfrazados de mestizas, caricaturizando varios comportamientos de la cultura regional. Estos días de carnaval eran de alta integración popular, con presentaciones de casa en casa y en la plaza principal del poblado.
En los años 60 Cozumel comenzó a vivir la paradoja del desarrollo y dejó de ser una comunidad aislada. El descubrimiento de la vocación turística de la isla y el rumbo a la creación del estado de Quintana Roo, motivaron la apertura de la ínsula y el inicio de un crecimiento poblacional. Estos cambios sociales y económicos motivaron igual cambios en el carnaval que en esta época se ejecutaba mayormente en bailes de salón .
Iniciando los años 70, la fiesta pareció entrar en una crisis, pues se volvió monótona y degeneró lo hermoso de la fiesta a sucias pintas a transeúntes y edificios, e incluso con agresiones personales, fallando algunos intentos por rescatarla.
No fue hasta que bajo el control del gobierno municipal en 1975, la fiesta tomó un nuevo impulso y se conformó bajo un nuevo esquema de organización. Entusiastas personalidades como Adolfo Gracia Aguilar, Germán García Padilla, Antonio González Fernández, la sra. Carolina Joaquín y la profesora Isabel Solís Vera fueron algunos de los responsables de llevar al Carnaval de Cozumel a su éxito moderno.

## Carnaval contemporáneo.
El Carnaval isleño está consolidado gracias a su organización y su participacipación ciudadana. Su repercusión económica y social lo convierte en el evento más esperado de la isla e ícono de su identidad popular.
Los bailes y galas de salón conforman más de la mitad del programa carnestolendo y reúnen hasta 5000 personas en cada evento, se llevan a cabo en el Palacio del Carnaval, recinto que puede ser variable. Las fechas de celebración se mueven de acuerdo al miércoles de ceniza, siendo un aspecto importante del Carnaval Cozumel su duración de exactamente un mes, debido a su popular Pre-Carnaval.

### Pre-Carnaval.
Período de 4 sábados previos a la semana de Carnaval, donde se presentan ante la ciudad y se eligen por medio de votación popular a los que serán los reyes y reinas del Carnaval en sus diferentes categorías. Los aspirantes realizan creativas campañas buscando el mayor apoyo de la población durante los múltiples eventos pre-carnestolendos.
El Pre-Carnaval consta tradicionalmente de varios bailes o galas divididos en fines de semana:
- 1.er Fin de semana. Inauguración y Presentación formal de candidatos.
- 2.º Fin de semana. Presentación de candidatos en Disfraces Espectaculares.
- 3.er Fin de semana. Espectáculos y Elecciones del Rey y Reina del Carnaval, de la Alegría y de la Fantasía.
- 4.º Fin de semana. Espectáculos y Elecciones de los Reyes infantiles, los Reyes de la juventud y los Reyes de la diversidad.

### Carnaval.
Semana principal de actividades que inicia con la Coronación de todos los reyes y reinas electos durante el pre-carnaval.
El día más esperado y concurrido es el Martes de Carnaval o Martes Apoteosis, donde se congregan hasta 80,000 personas en el malecón isleño. Cientos de carnavaleros esperan hasta este día para desfilar, haciendo que el derrotero llegue a prolongarse hasta 4 horas para terminar su circuito.
Los días de fiesta en la isla se dividen tradicionalmente de la siguiente manera:
- Miércoles de Protocolo de Coronación.
- Jueves Infantil.
- Viernes de Comparsas. - Primer baile de Carnaval.
- Sábado de Fantasía y Máscaras. - Segundo baile de Carnaval y 1.er desfile de Carnaval.
- Domingo de Tradición. - 2.º desfile de Carnaval.
- Lunes Tropical Regional. - 3.er baile de Carnaval.
- Martes de Apoteosis. - 3.er desfile de Carnaval.

### Carnaval en las calles.
El Carnaval en las calles se hace presente los 4 días más fuertes de la semana de Carnaval: sábado, domingo, lunes y martes de Carnaval. La ciudad queda parcialmente paralizada con el andar de múltiples agrupaciones, que utilizan calles y plazas para sus presentaciones públicas desde las 10 a. m. y hasta el inicio de los desfiles.
Son especialmente populares las presentaciones de la Guaranducha Cozumeleña, las parodias y comparsas coplistas, algunos acompañados de música viva. Tampoco pueden faltar las comparsas de fantasía, integradas mayormente por jóvenes entusiastas, quienes llegan a realizar hasta 10 presentaciones diarias. Son jornadas de intensa alegría, baile y música llevadas por las agrupaciones a doquier.
También son llamativos los adornos y decoraciones que visten la ciudad y le dan un ambiente festivo único. Es tradición decorar todos los remates del malecón isleño con alegorías alusivas a la temática de carnaval escogido, además se cuelgan pendones con el póster oficial y se arman sendos escenarios en los dos parques principales, que representan a través de una cuidada escenografía el desarrollo del tema escogido para el año.